# St. Jakobus Maior (Bubsheim)

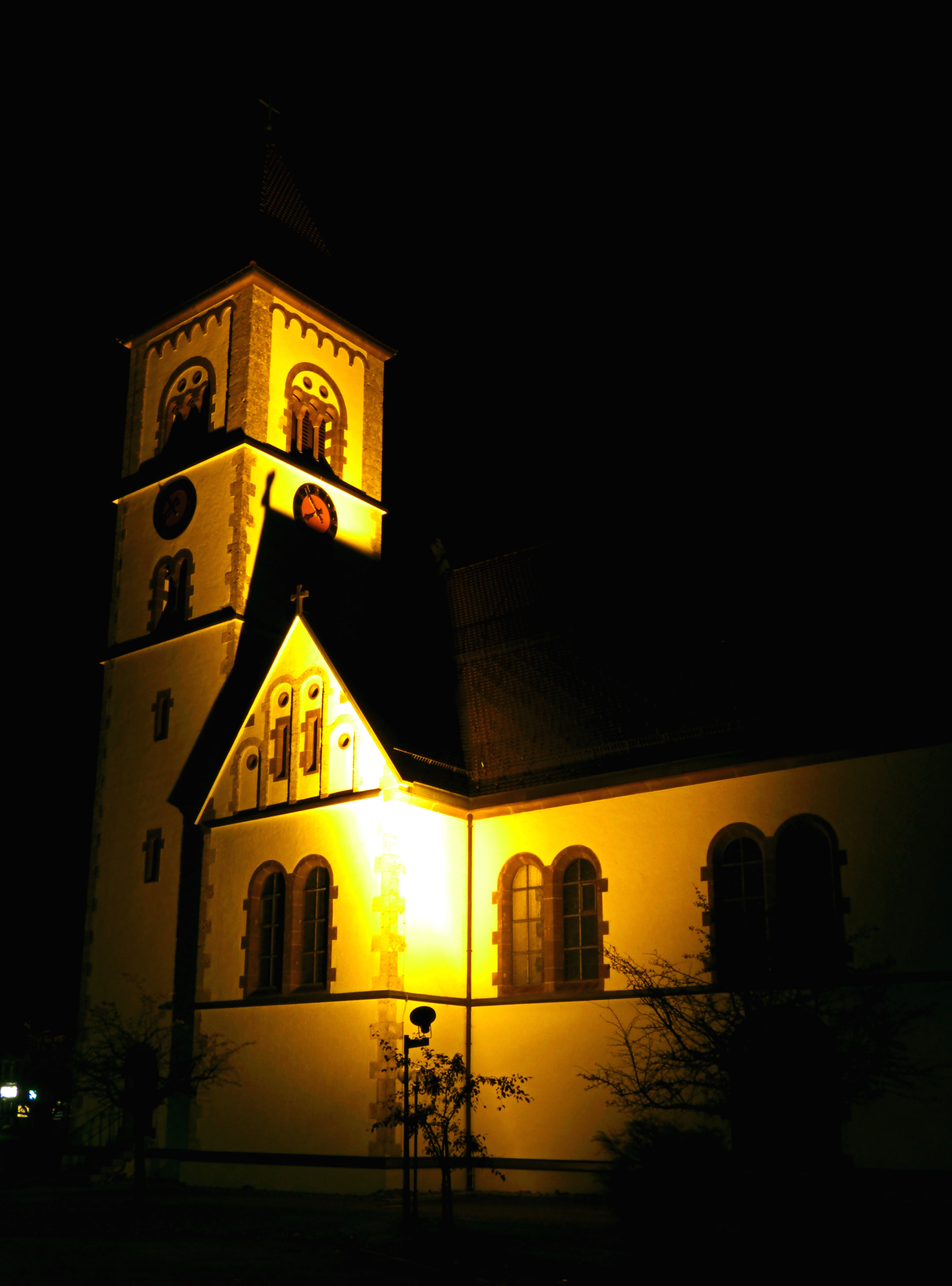
St. Jakobus Maior Bubsheim

Die katholische Pfarrkirche St. Jakobus Maior in Bubsheim im baden-württembergischen Landkreis Tuttlingen ist ein bedeutendes Gotteshaus der späten Neugotik und wurde von 1901 bis 1902 nach Plänen von Josef Cades errichtet.

## Geschichte
Die heutige St.-Jakobus-Maior-Kirche wurde gebaut, da die alte St.-Jakobus-Maior-Kirche (heute: St.-Martinskapelle, Schiff 1971 abgebrochen, in Privatbesitz) zu klein wurde.
Die Bubsheimer Kirche St. Jakobus wurde zum ersten Mal im Jahre 1434 urkundlich erwähnt.

## Baugeschichte
Der Kirchenneubau in Bubsheim war lange geplant und lässt sich im Ursprung auf den Beuroner Abt Rudolf Reichel (reg. 1751–1790) zurückführen, der allgemein große Bautätigkeit in der Region initiierte. Am 19. April 1836 richtete der Stiftungsausschuss gemeinsam mit dem Bürgerausschuss das erste Gesuch um Erbauung einer neuen Kirche an den König von Württemberg. Doch vor allem Finanzierungsschwierigkeiten verzögerten die weiteren Planungen und den endgültigen Bau bis gegen Ende des 19. Jahrhunderts.
Der ausschlaggebende Impuls zum Neubau kam von Bischof Wilhelm Reiser von Rottenburg, gebürtig aus der Nachbargemeinde Egesheim, der Ortspfarrer Becker dazu aufforderte, die notwendigen Schritte zu tun. Nachdem ein Bauplatz gefunden war, ließ Architekt Joseph Cades (Stuttgart) vom 1. bis 4. Juni 1898 und am 21. und 22. März 1899 Probelöcher ausheben. Am 31. Januar 1899 legte Cades die Baupläne und einen Kostenvoranschlag in Höhe von 123.000 Mark vor. Am 29. August 1899 wurde beschlossen, 1901 mit dem Bau zu beginnen. Am 25. Januar 1901 wurden die Rohbauarbeiten vergeben, am 25. April 1901 wurde mit den Fundamentgrabungen begonnen. Am Sonntag, den 9. Juni 1901 fand die feierliche Grundsteinlegung statt. In der Zeit vom 9. bis 12. September 1901 wurde der Dachstuhl des Langschiffes aufgerichtet. Am 29. September wurde der Turmhelm aufgerichtet. Für die 72 am Bau beteiligten Handwerker und Arbeiter fand im Gasthaus zum Bären der Aufrichtschmaus statt. Jeder bekam ein Taschentuch vom Maien und für 1,50 Mark Essen und Trinken. Noch vor Einbruch des Winters konnte das Dach gedeckt werden. Im Frühjahr 1902 wurden die Gipser- und Verputzarbeiten begonnen und im August 1902 beendet. Mitte des Jahres 1902 wurde mit den Ausbauarbeiten begonnen. Die drei vorhandenen Glocken in den Tonlagen ais, cis und dis wurden in der alten Kirche abgenommen und durch eine neue fis-Glocke zu einem klangvollen Geläut ergänzt. Dieses kam am 29. August 1902 zum Empfang von Bischof Paul Wilhelm Keppler zum ersten Mal zum Einsatz. Die Weihe der neuen Kirche fand am Donnerstag, den 30. Oktober 1902, statt. Vom 20. bis zum 26. November 1902 wurde die Kirchenuhr, vom 22. bis zum 24. April 1903 die Kanzel eingebaut. Am 8. Juni 1903 wurde die (nicht mehr vorhandene) Kommunionbank, am 26. Juni 1903 der neue Hochaltar aufgestellt.  Am 20. Oktober 1905 ff. wurden die beiden Seitenaltäre in Böttingen abgeholt und in Bubsheim aufgebaut. Die Genehmigung zur Ausmalung der Kirche wurde am 1. Februar 1910 durch Bischof Paul Wilhelm erteilt, Ende November 1910 war die Ausmalung bereits beendet. Damit fanden auch die Bauarbeiten ihren Abschluss. Die Gesamtkosten betrugen 122.522,89 Mark.
Im Frühjahr 1919 wurde die elektrische Beleuchtung installiert, im September 1929/1930 am Hauptportal ein umstrittener Windfang angebaut.

## Orgel
Die Orgel ist das Opus 8 von Orgelbaubetriebs Gebr. Stehle, Orgelbaumeister aus Bittelbronn. Am 24. März 1904 war das Instrument mit 15 Registern, 2 Manualen, Pedalen und mechanischer Kegellade fertiggestellt. Die Orgel hat mechanische Spieltraktur und pneumatische Registertraktur. Die Disposition lautet wie folgt:
| I. Manual C–f3 |       |  |
| Bourdon        | 16′   |  |
| Principal      | 8′    |  |
| Gamba          | 8′    |  |
| Wienerflöte    | 8′    |  |
| Octav          | 4′    |  |
| Fugara         | 4′    |  |
| Mixtur III     | 2 ⁄3′ |  |

| II. Manual C–f3 |    |  |
| Geigenprincipal | 8’ |  |
| Liebl. Gedeckt  | 8′ |  |
| Salicional      | 8′ |  |
| Aeoline         | 8′ |  |
| Traversflöte    | 4′ |  |

| Pedal C–d1 |     |  |
| Violonbass | 16′ |  |
| Subbass    | 16′ |  |
| Octavbass  | 8′  |  |
|            |     |  |

- Koppeln:
  - Pedalkoppel II. Man., Pedalkoppel I. Man., Manualkoppel
- Spielhilfen: Feste Kombinationen (Druckknöpfe): P, MF, T, A (Absteller)

Nach mehr als 100 Jahren Dienst war die Funktion der Orgel nicht mehr zufriedenstellend. Deshalb wurde das Instrument von zwei Orgelsachverständigen begutachtet.
In den Gutachten ist zu lesen, dass die Orgel handwerklich sehr sauber ausgeführt wurde und die Klangqualität interessant und reizvoll sei. Es wird auf das sehr fortschrittliche, kräftige Plenum im Hauptwerk hingewiesen. Beide Herren kamen zu der Meinung, dass dieses Instrument erhalten bleiben sollte.
Der Urzustand (Prospektpfeifen) sollte aber wieder hergestellt werden.
Derselbe Betrieb, der die Orgel im Jahre 1904 gefertigt hatte – nun unter neuer Firmierung Stehle-Orgelbau GmbH Haigerloch-Bittelbronn –
führte auch die Restaurierungsarbeiten im Jahr 2007 durch. Dabei wurden Risse in Registerkanzelle und Kanzellenrahmen ausgespänt, defekte Gehäusefüllungen ausgebessert, ein Riss in der Balgplatte verleimt und die pneumatischen Bälge für die Koppeleinschaltung neu beledert.